# 西帕克 (新澤西州)
西帕克（英語：West Park）是位於美國新澤西州坎伯蘭縣的普查規定居民點。

## 人口
根據2020年美國人口普查的數據，西帕克的面積為3.38平方千米，當中陸地面積為3.35平方千米，而水域面積為0.03平方千米。當地共有人口1506人，而人口密度為每平方千米445.56人。